# Corotoca
Corotoca (лат.) — род термитофильных коротконадкрылых жуков из подсемейства Aleocharinae. Южная Америка. 6 видов.

## Описание
Мелкие коротконадкрылые жуки (длина 2—3 мм). Лапки 4-члениковые. Нижнечелюстные щупики состоят из 4 сегментов. Нижнегубные щупики 3-члениковые.
Термитофилы, первые насекомые, обнаруженные в ассоциации с термитами.
Вид Corotoca melantho обнаружен в термитниках Constrictotermes cyphergaster (Silvestri, 1901) (род Constrictotermes, Nasutitermitinae, Termitidae). Для большего сходства с термитами имеют физогастрически увеличенное брюшко, загнутое вверх и вперёд. Имеют короткий жизненный цикл, пищу получают путём трофаллаксиса, выпрашивая её у рабочих особей термитов.
Род Corotoca (в лице C. melantho) это первый род жуков, у которого было обнаружено яйцеживорождение (у самок в яйцеводах в оболочках яиц находятся уже созревшие личинки); появившиеся личинки очень быстро приступают к окукливанию.

## Классификация
Известно 6 видов. Род был впервые описан в 1853 году датским энтомологом Йёргеном Маттиасом Христианом Скьётте (1815—1884) вместе с описанием двух новых видов Corotoca melantho Schiødte, 1853 и Corotoca phylo Schiødte, 1853. В 1854 году он же описал их личинок и впервые отметил яйцеживорождение. В 1918 году в качестве типового вида был обозначен таксон C. melantho. В ходе ревизии, проведённой в 2018 году таксон Corotoca seeversi Fontes, 1977 признан синонимом вида Corotoca phylo.
Род входит в состав монофилетической подгруппы (Corotoca + Cavifonexus). Шесть видов Corotoca ассоциированы с термитами вида Constrictotermes cyphergaster и образуют филогенетические связи в виде кладограммы: (Corotoca hitchensi + (C. melantho + C. pseudomelantho) + ((C. fontesi + (C. phylo + C. araujoi)). Близкий к нему род Cavifronexus был выделен в 2020 году и состоит из двух видов ассоциированных с термитами вида Constrictotermes cavifrons: Cavifronexus guyanae comb. nov. из Гайаны и Бразилии, ранее описанный в составе рода Corotoca, и новый вид Cavifronexus papaveroi из Бразилии.
- Corotoca araujoi Seevers, 1957 — Бразилия
- Corotoca fontesi Zilberman, 2018 — Бразилия[1].
- ?Corotoca guyanae Mann, 1923 — Гайана
  - В 2020 году перенесён в род Cavifronexus
- Corotoca hitchensi Zilberman, 2020[2]
- Corotoca melantho Schiødte, 1853 — Бразилия[9][10].
- Corotoca phylo Schiødte, 1853 — Бразилия
  - = Corotoca seeversi Fontes, 1977[11]
- Corotoca pseudomelantho Zilberman, 2018 — Аргентина, Бразилия[12]

## Этимология
В 1853 году, описывая новый род, датский энтомолог Йёрген Скьётте (1815—1884) не сообщил об этимологии слова «Corotoca». Возможно, оно произошло от португальского Coro — «поющая группа» и toca — «нора», в связи с привычкой жить (на всём готовом, то есть, «припеваюче») в термитнике.

## Значение
Виды рода Corotoca, такие как C. melantho и C. phylo, могут рассматриваться как модельные организмы для изучения термитофилии, о чём свидетельствуют интересные недавние работы, посвященные различным поведенческим и эволюционным аспектам этого образа жизни (Pisno et al. 2018, Moreira et al. 2019, Pires-Silva et al. 2019, Zilberman et al. 2019). Помимо проблемы выращивания организмов в лабораторных условиях, которая является общей для всех термитофилов, причина принятия Corotoca в качестве модельных организмов заключается в том, что их легко собирать и находить в природе.